# Hòa Sơn, Hữu Lũng
Hòa Sơn là một xã thuộc huyện Hữu Lũng, tỉnh Lạng Sơn, Việt Nam.
Xã Hòa Sơn có diện tích 50,89 km², dân số năm 1999 là 5.456 người, mật độ dân số đạt 107 người/km².
Theo thống kê năm 2019, xã Hoà Sơn có diện tích 50,89 km², dân số là 5.416 người, mật độ dân số đạt 106 người/km².